# Philippe Montanier
Philippe Montanier (ur. 15 listopada 1964 w Vernon) – francuski trener piłkarski i piłkarz grający na pozycji bramkarza.
27 czerwca 2016 roku został nowym trenerem angielskiego zespołu Nottingham Forest.

## Kariera zawodnicza
Przygodę z piłką rozpoczął w amatorskim klubie Évreux AC. Później reprezentował barwy klubów z Division 1 i Division 2: SM Caen, FC Nantes, ponownie Caen, Toulouse FC i FC Gueugnon. W wieku 36 lat, jako golkiper AS Saint-Étienne, zakończył zawodową karierę. W swoich pięciu klubach zagrał ponad 300 razy, lecz nie dane mu było wystąpić w reprezentacji Francji.

## Kariera trenerska
W 2004 roku, cztery lata po zakończeniu kariery, Montanier zdecydował się na podjęcie roli szkoleniowca w US Boulogne, występującym wówczas w Championnat National. Powolne, ale staranne budowanie drużyny zaowocowało szybkim awansem do Ligue 2, a w sezonie 2008/09 – pierwszą w historii klubu promocją do Ligue 1. Wybrany został wówczas najlepszym trenerem drugiego frontu. Po tym sukcesie przystał na kuszącą ofertę Valenciennes FC i w ciągu dwóch następnych sezonów zespół pod jego wodzą zajmował kolejno: 10. i 12. miejsce w Le Championnat.
Od 4 czerwca 2011 r. był szkoleniowcem dwukrotnego mistrza hiszpańskiej Primera División – Realu Sociedad. W sezonie 2011/12 klub uplasował się na 12. miejscu w ligowej tabeli, co było najlepszym osiągnięciem klubu od dziewięciu lat (a więc rewelacyjnego sezonu 2002/03, kiedy Raynald Denoueix zdobył z Erreala wicemistrzostwo kraju). W następnym sezonie prowadzona przez Francuza drużyna dokonała rzeczy niebywałej – uplasowała się na 4. miejscu w ligowej tabeli i dzięki temu zyskała szansę na występy w Lidze Mistrzów. Do Champions League doprowadził ich jednak inny trener, wcześniej asystent Montaniera, Jagoba Arrasate, gdyż ten 21 maja 2013 ogłosił, że nie przedłuży kontraktu z Sociedad i po zakończeniu sezonu przeniósł się do ojczyzny, aby objąć posadę trenera w Stade Rennais. Pracę tę stracił, mimo przyzwoitych wyników, w styczniu 2016 roku.